# Adolf Anderle
Adolf Anderle (19. května 1868 Vídeň – 26. června 1919 Vídeň) byl rakouský politik německé národnosti z Dolních Rakous, na počátku 20. století poslanec Říšské rady.

## Biografie
Byl synem obchodníka Johanna Anderleho. Vychodil šest tříd národní školy, dvě třídy gymnázia a absolvoval kupecký kurz. Působil jako zaměstnanec v obchodu, později jako zemský úředník v referátu pro zdravotní a živnostenské záležitosti. Od mládí byl aktivní v katolických mládežnických a profesních spolcích. Patřil mezi rané podporovatele křesťansko sociálního hnutí. V roce 1898 se stal zapisovatelem v dolnorakouském zemském vedení svazu křesťansko sociálních dělníků, roku 1899 zemským stranickým tajemníkem a roku 1901 předsedou zemského vedení svazu křesťansko sociálních dělníků. Od roku 1905 působil jako stálý člen pracovní poradenské skupiny při ministerstvu obchodu.
Zasedal i jako poslanec Dolnorakouského zemského sněmu. Zvolen sem byl v roce 1909 coby kandidát Křesťansko sociální strany za kurii všeobecnou, obvod Ortsgemeinden 2, St. Pölten atd. Mandát na sněmu zastával do roku 1915. Od listopadu 1918 do května 1919 byl poslancem prozatímního zemského sněmu a od května 1919 o své smrti v červnu 1919 poslancem řádného zemského sněmu. V roce 1919 zastával na sněmu post náměstka předsedy poslaneckého klubu křesťanských sociálů.
Působil i jako poslanec Říšské rady (celostátního parlamentu Předlitavska), kam usedl ve volbách do Říšské rady roku 1907, konaných poprvé podle všeobecného a rovného volebního práva. Byl zvolen za obvod Dolní Rakousy 12. Po volbách roku 1907 byl uváděn coby člen klubu Křesťansko-sociální sjednocení.
Zemřel po dlouhé a těžké nemoci v červnu 1919.